# Conrad Melchior Hirzel

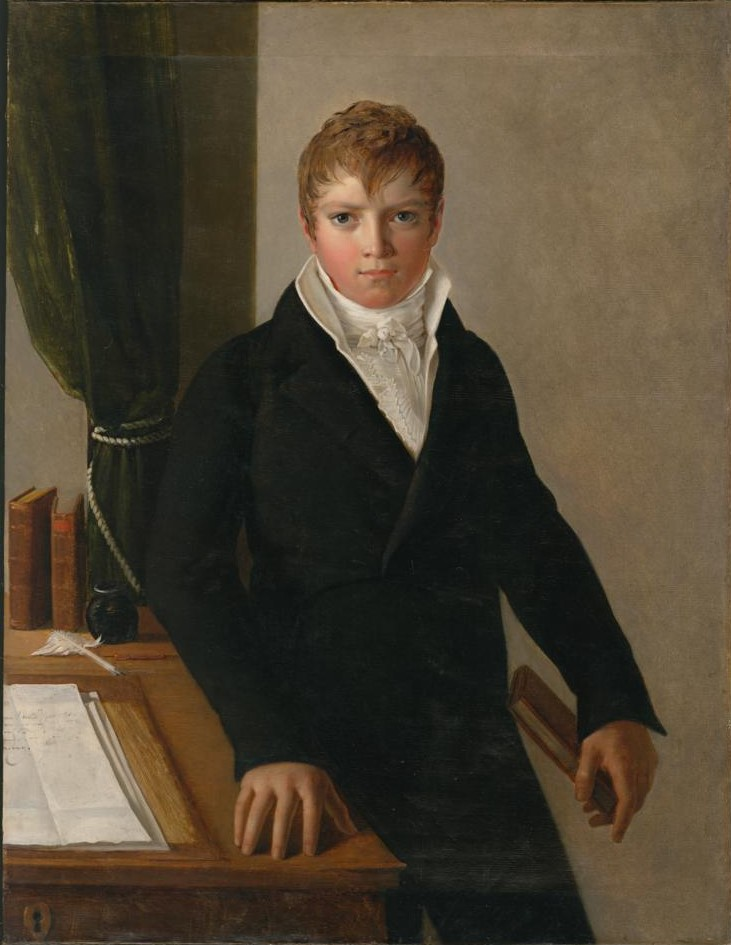
Hans Jakob Oeri: Porträt von Conrad Melchior Hirzel, um 1809 (Zentralbibliothek Zürich)

Conrad Melchior Hirzel (* 31. August 1793 in Zürich; † 9. Juli 1843 ebenda) war ein Schweizer Jurist und Politiker.

## Biografie
Conrad Melchior Hirzel studierte an der Universität Heidelberg Rechtswissenschaften. 1811 wurde er Mitglied des Corps Helvetia Heidelberg. Nach Abschluss des Studiums erhielt er 1815 das Anwaltspatent und wurde 1818 Sekretär der Regierungskommission für Justiz- und Polizei-, Notariats- und Advokatswesen von Zürich. 1823 wurde er Oberamtmann in Knonau.
Als Politiker gehörte er von 1825 bis 1839 dem Zürcher Grossrat an und war von 1831 bis 1839 Zürcher Regierungsrat. Der kantonalen Regierung stand er von 1832 bis 1839 als Bürgermeister vor. Ab 1831 gehörte er der Kommission für eine eidgenössische Verfassung an. 1831 war er Gesandter des Kantons Zürich an die ausserordentliche Tagsatzung und 1834 Tagsatzungspräsident. 1832 vertrat er Zürich in der Revisionskommission.
Für seine Verdienste um den Zürcher Griechenverein erhielt Conrad Melchior Hirzel das hellenische Ehrenbürgerrecht.